# Federico Baschirotto
Federico Baschirotto (* 20. September 1996 in Isola della Scala) ist ein italienischer Fußballspieler. Der Verteidiger steht in den Diensten der US Lecce.

## Karriere

### Vereine
Federico Baschirotto gab 2013 sein Serie D Debüt im Alter von 17 Jahren bei Legnano Salus.
2014 wurde er von der US Cremonese verpflichtet, für die er jedoch kein Profipflichtspiel bestritt. Nach mehreren Leihstation bei Seregno Calcio, dem Forlì FC und der AC Cuneo 1905 wechselte Baschirotto 2018 zur ASD Carpaneto Chero in die Serie D.
Zur Saison 2019/20 wurde Baschirotto von der AS Viterbese Castrense verpflichtet.
Nach zwei guten Jahren in der Serie C wechselte Baschirotto am 27. Juli 2021 zu Ascoli Calcio in die Serie B.
Am 12. Juli 2022 wurde Baschirotto von der US Lecce verpflichtet, welche zur Saison 2022/23 in die Serie A aufgestiegen war. Mit dem Verein gelang der Klassenerhalt.

### Nationalmannschaft
Am 29. Mai 2023 wurde Baschirotto von Nationaltrainer Roberto Mancini in der vorläufigen Kader für das Finalturnier der UEFA Nations League 2022/23 aufgenommen. Im finalen Aufgebot war er jedoch nicht enthalten.